# Iskra Zakłady Precyzyjne
ISKRA Zakłady Precyzyjne Sp. z o.o. – polska spółka z siedzibą w Kielcach, jedyny krajowy producent świec zapłonowych.
Głównymi produktami firmy są świece zapłonowe do silników zasilanych benzyną oraz LPG/CNG.
ISKRA ZP produkuje również świece żarowe (z metalowym lub ceramicznym elementem grzejnym), świece specjalne (zapalacze przemysłowe, sondy konduktomeryczne, zapłonniki do stacjonarnych silników zasilanych biogazem itp.), iskrowniki do kuchenek gazowych, a także różne elementy wykonane z metalu lub ceramiki. Spółka świadczy także usługi galwanizacyjne: niklowanie, cynkowanie, czernienie.

## Historia
W 1883 roku w Kielcach, nad zachodnim krańcem miasta powstała jedna z ważniejszych linii kolejowych dla komunikacji Staropolskiego Okręgu Przemysłowego, uruchomiona ostatecznie w roku 1885 magistrala z Dęblina do Dąbrowy Górniczej. Kolej połączyła większość zakładów przemysłowych.
Linie kolejowe, tak jak w większości ówczesnych miast, były czynnikiem miastotwórczym. W pobliżu kolei, po zachodniej stronie torów przy tzw. Drodze Góralskiej (później ulicy Młynarskiej, a obecnie ulicy Mielczarskiego) tworzyły się liczne większe i mniejsze fabryczki, zakłady i magazyny, między innymi huta szkła, na terenie której, wiele lat później powstała Fabryka Łożysk Tocznych „Iskra”.
12 listopada 1897 roku w „Gazecie Kieleckiej” ukazało się ogłoszenie zachęcające do zgłaszania się do pracy „w dopiero co urządzonej Hucie Szklanej”. Ta pierwsza w Kielcach huta produkująca galanterię szklaną została założona przez braci Dawida i Emanuela Heimanów. Huta w roku 1897 należała do 25 istniejących w Kielcach zakładów o charakterze przemysłowym i jednym z niewielu zakładów, w którym zatrudnienie przekraczało 50 osób i nielicznym producentem wyrobów szklanych.
W ciągu kilkunastu najbliższych lat wiele razy zmieniali się właściciele huty: 1910 – Zygmunt Ziembiński i Izydor Jaroński; 1914 – Kieleckie Towarzystwo Wzajemnego Kredytu; 1918 – Spółka Kupców Ziemi Kieleckiej.
Po okresie działań wojennych huta straciła na swoim znaczeniu. Dopiero 7 października 1922 r. Franciszek Gietrych dokonał otwarcia „Odlewni Kieleckiej”. Fabryka ta miała się zajmować wyrobem i zbytem odlewów żelaznych surowych i emaliowanych, maszyn i narzędzi rolniczych. Produkcja odlewni miała już w województwie kieleckim sporą konkurencję.
W roku 1925 Spółka Akcyjna Przemysł Metalowy „Granat” w Warszawie wydzierżawiła „Kielecką Odlewnię” wraz z budynkami przy ulicy Młynarskiej 43. Przewidywano, że fabryka „Granat” będzie wytwarzała granaty ręczne, skorupy do pocisków przeciwlotniczych oraz wkrętki z zapalnikami. Po spełnieniu licznych wymogów bezpieczeństwa dopiero 26 maja 1927 roku wydano pozwolenie na rozpoczęcie działalności fabryki „Granat”. Podstawowym wyrobem fabryki stały się zapalniki do granatów ręcznych, które to pozostawały w uzbrojeniu francuskim aż do lat osiemdziesiątych i były sprzedawane do wielu państw azjatyckich.
W 1935 roku doszło do fuzji „Kielecka Odlewnia” S.A. z Przemysłem Metalowym „Granat” S.A.
W okresie II wojny światowej fabryka należała do koncernu Hugo Schneider A.G. i pod nazwą „Hasag” służyła niemieckiej produkcji zbrojeniowej. Niemcy kontynuowali przedwojenną produkcję skorup, pocisków przeciwlotniczych, zapalników do granatów i rdzeni do pocisków karabinowych.
W lutym 1945 roku rozpoczęła działalność fabryka „Granat”, pomimo że należała do najbardziej zniszczonych po II wojnie światowej. Ze względów na ograniczenia maszyn rozpoczęto produkcję blaszek do butów, wierteł ręcznych i metalowych guzików, haczyków, szufelek i pogrzebaczy. Dysponowano na początku tylko jedną tokarką i dwoma automatami. Opóźnienia w uruchomieniu fabryki, spowodowane brakiem surowców i taboru samochodowego, zniszczeniem linii kolejowych, sprawiły, że fabryka mogła rozpocząć produkcję dopiero w lutym 1946 roku pod nazwą Zakłady Metalowe „Granat”.
Na podstawie zarządzenia Ministra Przemysłu i Handlu z 17 czerwca 1947 roku fabryka „Granat” została przejęta na własność państwa. Od tego roku podlegała Zjednoczeniu Maszyn Włókienniczych w Łodzi, produkując przede wszystkim wrzeciona do maszyn włókienniczych oraz stoły maszyn do szycia. Zgodnie z asortymentem produkcji nazwę zmieniono na „Fabryka Części Precyzyjnych i Włókienniczych”. W latach 1950–1955 rozpoczęto produkcję zapalników do pocisków przeciwpancernych oraz zapalników lotniczych.
W roku 1952 fabryka odzyskała samodzielność, przyjmując nazwę „Zakład Metalowy Kielce”. W roku 1955 uruchomiono produkcję łańcuchów motocyklowych, smarownic Stauffera oraz wszelkiego rodzaju okuć. W tym też roku rozpoczęto także próbną produkcję świec zapłonowych, którą na skalę masową w oparciu o własną technologię wdrożono w 1956 roku. Od tej pory fabryka datuje swój rozwój jako jedyny w Polsce producent świec zapłonowych i żarowych. W roku 1958 rozpoczyna się wytwarzanie cewek zapłonowych, które kontynuuje się do 1973 roku.
Od stycznia 1958 roku fabryka rozpoczęła działalność pod nazwą Zakłady Precyzyjne „Iskra” w Kielcach. Poszukiwanie asortymentu zastępczego zakończono przeniesieniem do Kielc w 1959 roku z Fabryki Lamp Górniczych w Katowicach produkcji łożysk tocznych. Od tego czasu nastąpił nowy etap w działalności fabryki. Podstawowym asortymentem stały się małogabarytowe łożyska toczne. Rozbudowę fabryki kontynuowano w latach 1964–1965. W roku 1964 wprowadzono do produkcji 6 nowych typów świec zapłonowych.
Zakup licencji samochodu polskiego Fiata 125p oraz problemy z dostosowaniem parametrów technicznych do wymagań porównywalnych dla świec Bosch, Champion, NGK, Motorcraft sprawił, że w 1968 roku rozpoczęto starania o zakup licencji na świece zapłonowe. Produkty o takim standardzie sprzyjały postępowi technicznemu, wymagały unowocześnienia konstrukcji i wprowadzenia nowoczesnych maszyn.
W roku 1968 dokonano zakupu licencji z firmy Smiths Industries Ltd w Anglii i uruchomiono produkcję świec FE65P i F75. W wyniku tego kontraktu dostarczono dokumentację konstrukcyjną świec, warunki techniczne oraz maszyny i urządzenia: kuźniarkę do kucia kołka kontaktowego, walcarkę do gwintu, zgrzewarkę do elektrod, piec tunelowy, 2 linie do montażu zespołu izolatora, 2 prasy do montażu świec na gorąco, suszarkę rozpyłową i wiele innych maszyn i urządzeń do produkcji świec. W grudniu 1969 ruszyła produkcja seryjna. W ciągu następnych trzech lat uruchomiono produkcję 9 podstawowych typów świec zapłonowych.
W 1972 roku powstaje Ośrodek Badawczo-Rozwojowy Łożysk Tocznych.
Dla podkreślenia dominującego profilu produkcji, w dniu 31 października 1975 roku przyjęto nazwę Fabryka Łożysk Tocznych „Iskra”. W 1977 roku dokonano zakupu drugiej linii do montażu świec zapłonowych, nowocześniejszej i wydajniejszej, z firmy Smiths Industries.
W roku 1987 wyprodukowano 200-milionową świecę zapłonową.
W dniu 9 lipca 1991 roku rozpoczął się proces prywatyzacyjny fabryki, a już 1 sierpnia zarejestrowano jednoosobową spółkę Skarbu Państwa pod nazwą Fabryka Łożysk Tocznych „Iskra” Spółka Akcyjna.
W 1993 roku Ośrodek Badawczo-Rozwojowy Łożysk Tocznych usamodzielnia się i odtąd działa pod nazwą ISKRA Zakład Maszyn i Łożysk Specjalnych Sp. z o.o.
W latach 1994–1996 utworzono w FŁT „Iskra” S.A. zakłady na pełnym wewnętrznym rozrachunku gospodarczym – samodzielnie finansujące się, sporządzające bilans, płacące podatki i rozliczające się z budżetem państwa. W tym czasie między innymi powołano do życia obecny Zakład Produkcji Świec Zapłonowych i Żarowych FŁT „Iskra” S.A., który w 2001 r. zmienił nazwę i formę prawną na ISKRA Zakłady Precyzyjne Sp. z o.o.
W 1998 roku nastąpiło przejęcie firmy produkującej łożyska Fabryki Łożysk Tocznych Iskra Kielce przez japońskie konsorcjum: firma NSK nabyła 70% akcji, a firma Nichimen 10%. Firma zmieniła nazwę na NSK ISKRA S.A.
W ciągu ostatnich kilku lat uruchomiono produkcję świec zapłonowych z elektrodą miedzianą rdzeniową typu „SUPER” i typu „SFE SUPER” do silników wielozaworowych. Rozpoczęto też produkcję świec wieloelektrodowych do silników zasilanych benzyną bezołowiową, o długotrwałej żywotności z elektrodami platynowymi oraz świec żarowych z krytym elementem grzejnym. Rozpoczęto również produkcję nowego asortymentu – zapalaczy gazu do kuchni gazowych. Ukoronowaniem 100-letniej historii i tradycji fabryki było uzyskanie dnia 9 czerwca 1997 roku certyfikatu zgodności systemu zarządzania jakością z normą ISO 9001:1994, obejmującego projektowanie, wytwarzanie, dostarczanie oraz serwis świec zapłonowych, świec żarowych i zapalaczy gazu. Przedsiębiorstwo stale dążąc do doskonalenia swojej jakości, ponownie uzyskało w 2002 r. certyfikat systemu jakości ISO 9001:2000.
Potwierdzeniem wysokiej jakości produkowanych wyrobów było uzyskanie kodu podmiotu gospodarczego NATO. Tym samym firma została wpisana na listę dostawców części do wojsk NATO. Główne strategiczne kierunki rozwoju aktualnej produkcji świec zapłonowych i żarowych skierowane są na doskonalenie produkcji świec zapłonowych z rezystorem, uruchamiania i wprowadzenia nowych konstrukcji i typów świec. Efektem czego było uruchomienie w 2005 r. produkcji świec zapłonowych typu U-SUPER, które posiadają elektrodę boczną w kształcie litery „u” oraz w 2006 r. linii GAS-SUPER – świec specjalnie przystosowanych do pojazdów zasilanych gazem LPG.
a